# Florentijn Hofman

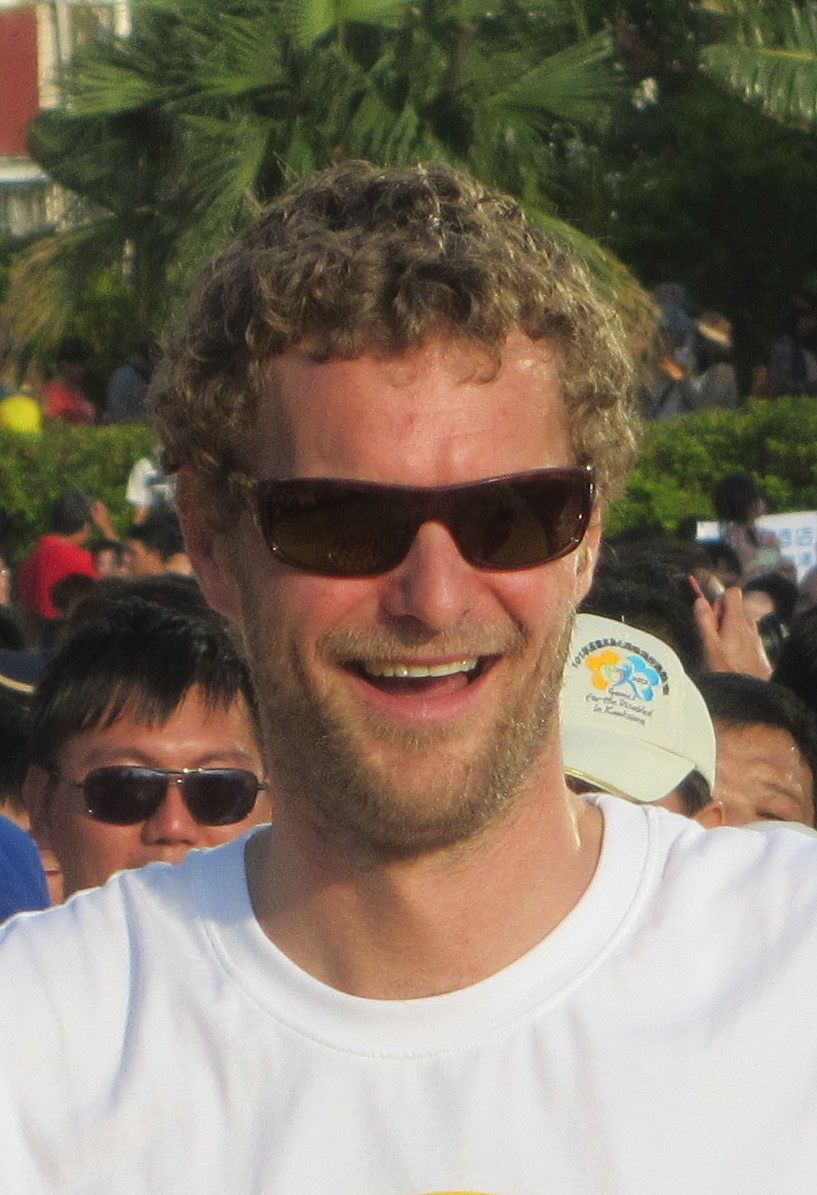
Florentijn Hofman

Florentijn Hofman (* 16. April 1977 in Delfzijl) ist ein niederländischer Künstler.

## Biografie
Florentijn Hofman besuchte die Christelijke Academie voor Beeldende Kunsten (Christliche Akademie der Bildenden Künste) in Kampen (Niederlande) (heutiger Name: ArtEZ Art & Design Zwolle), welche er 2000 abschloss. Danach besuchte er den Master-Studiengang an der Kunsthochschule Berlin-Weißensee. Er wohnt und arbeitet in Arnhem.

## Werk
Beispiele seiner Arbeiten, welche sich vorwiegend mit übergroßen Kunstinstallationen in Tierform beschäftigen, sind unter anderem eine 31 Meter lange Bisamratte aus Stroh, ein 12 Meter hoher Hirtenhund aus Strohballen und 210 Stare aus Papier, welche im Hortus Botanicus Amsterdam ausgestellt wurden.
Ein anderes Werk sind blau eingefärbte Abrisshäuser in Rotterdam oder Konzertflügeln nachempfundene Holzskulpturen am Strand von Schiermonnikoog, welche aussehen sollten, als wären sie gerade angespült worden.
In Arnhem liegt ein 30 Meter langes „Party-Erdferkel“ („Feestaardvarken“), aus (hohlem) Spritzbeton, das dort anlässlich des 100-jährigen Bestehens des Burgers’ Zoo im Jahr 2013 installiert wurde.
International bekannt wurde Hofman mit seiner Rubber Duck, eine ins Gigantische vergrößerte Version des gelben Quietscheentchens. Dieses aufblasbare Kunstwerk wurde zwischen 2007 und 2014 in verschiedenen Größen hergestellt. Erstmals 2007 in einer Größe von 26 Metern in Saint-Nazaire ausgestellt, folgten mehr als zwei Dutzend weitere Exponate. Die kleinste dieser Skulpturen mit nur fünf Metern Höhe wurde im Frühjahr 2008 in Nürnberg ausgestellt. Es war das Einzige dieser Kunstwerke im deutschsprachigen Raum.
Die Enten wurden nach der Ausstellung zerstört. Aus dem PVC-Material wurden gelegentlich anschließend auch Handtaschen gefertigt und verkauft. Damit konnte zur Finanzierung des jeweiligen Projektes, welches sich sonst aus Zuwendungen aus Sponsorings und Mitteln der jeweils örtlichen Kulturförderung speiste, beigetragen werden. Nach Aussagen des Künstlers haben diese Enten eine heilende Wirkung. Sie seien als unpolitische Wesen angelegt und können beitragen globale Spannungen zu lösen.

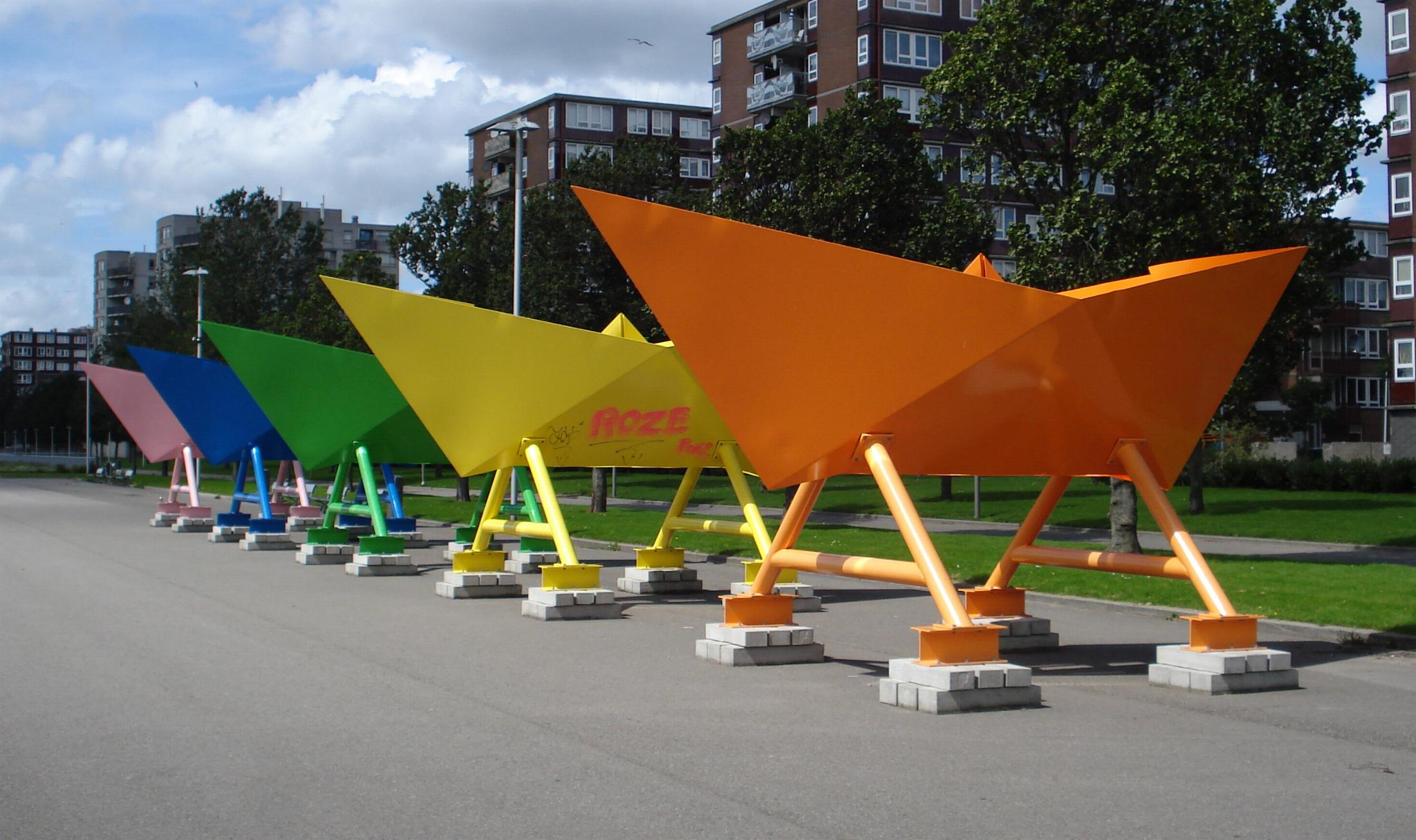
Kunstwerk „vijf papieren bootjes“ (Fünf Papierboote), Rotterdam 2010
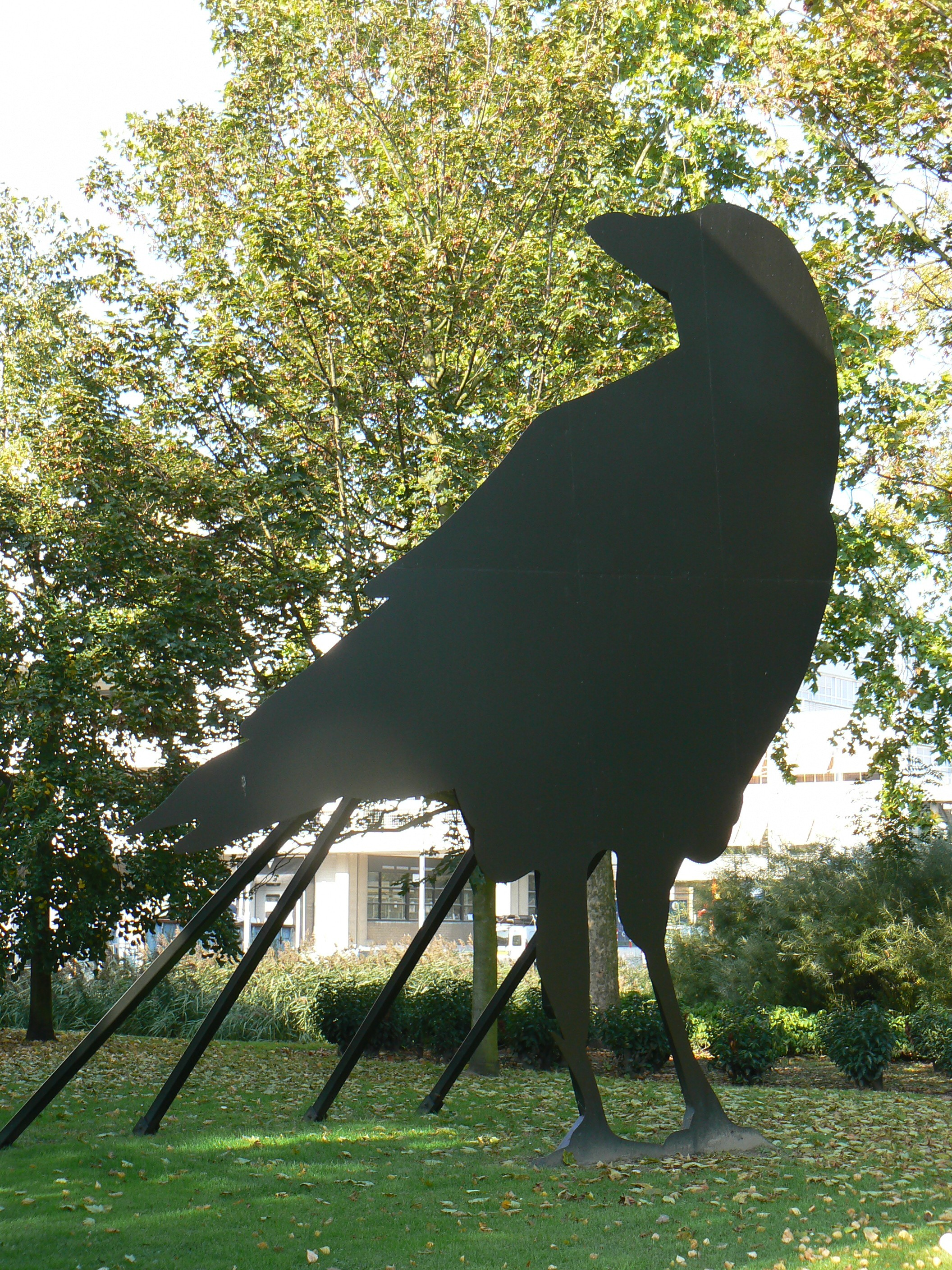
Skulptur „Zwarte Kraai“ (Schwarze Krähe) im Museumpark Rotterdam
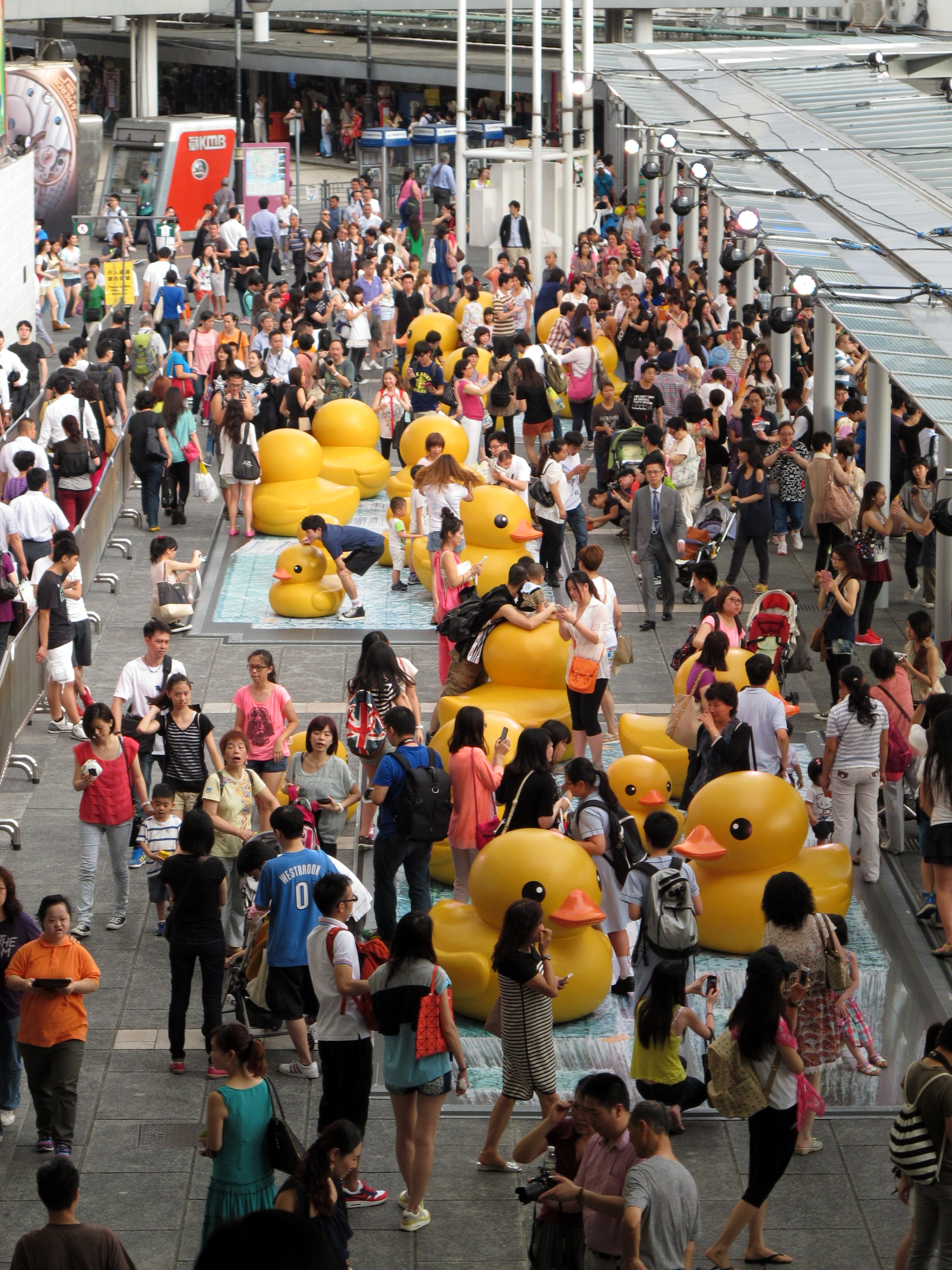
Hong Kong, Freiluftausstellung
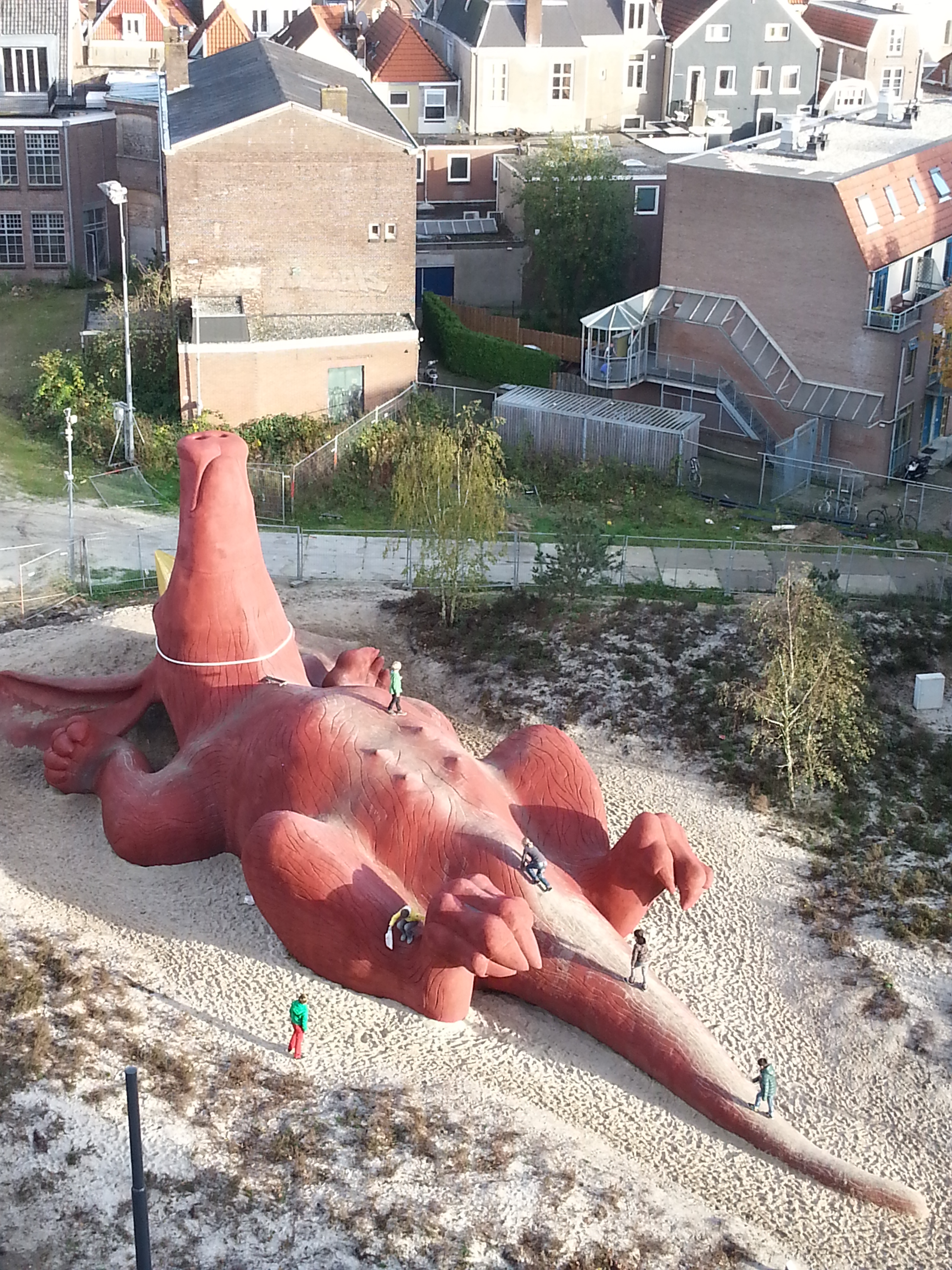
Feestaardvarken („Party-Erdferkel“) in Arnhem